# Žbandaj
Žbandaj ist eine Gemeinde und Vorort der kroatischen Stadt Poreč an der Westküste der Halbinsel Istrien.
Sie liegt an der kroatischen Nationalstraße 302, knapp 4 Kilometer von der Autobahnauffahrt Baderna der kroatischen A9, von Slowenien im Norden bis Pula im Süden, entfernt.
Nachbargemeinden sind Mičetići und Filipini im Norden, Buići im Nordwesten, Radmani im Südwesten, Kirmenjak und Ružići im Südosten sowie Ladrovići im Osten.